# Landau Lénárd
Landau Lénárd (Landau Lénárt, Leonard Landau; Pest (?), 1790 – Pest, 1868. december 8.) grafikus, festőművész, rajzpedagógus.

## Élete

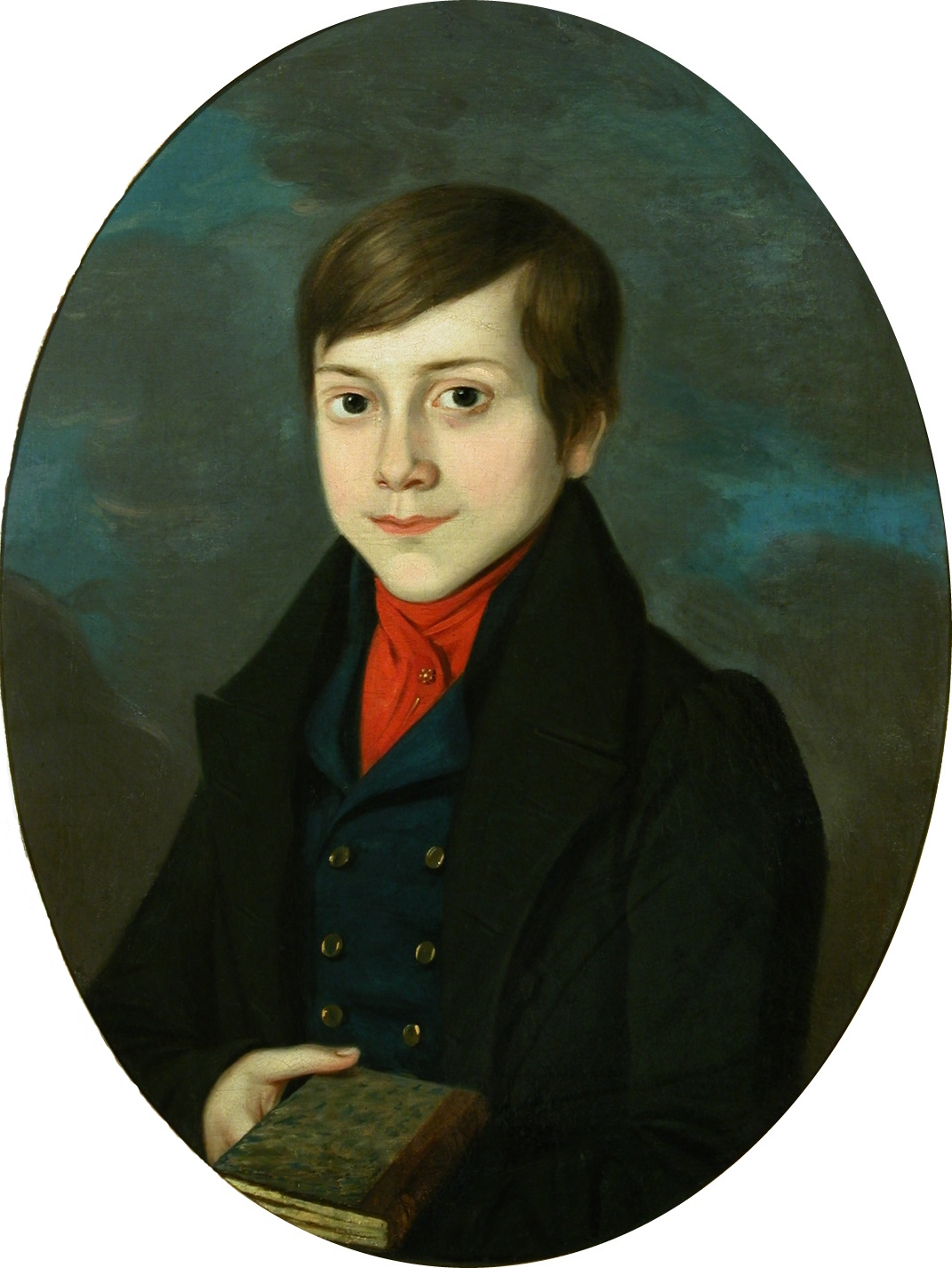
A 12 éves Semmelweis Ignác portréja, 1830

A pesti városi rajztanoda segédtanára (1821–1823), majd vezetője (1824–1850) volt, egyúttal magániskolát is fenntartott (1828-tól). A Pesti Műegylet zsűritagja volt (1840).
Festőművészként elsősorban arcképeket és történelmi jeleneteket készített. A magyar rajzoktatás úttörője volt.
Ő festette meg Semmelweis Ignác gyerekkori arcképét 1830-ban.

### Magánélete
Schäffer Aloysiával kötött házasságából született 1833-ban Alajos, majd 1836-ban Gusztáv fia.

## Művei
- Fény és árnytan, Pest, 1843.[6]

## Emlékezete
A Kerepesi temető, 29/2 parcella, 2. sor, 32. sírjában nyugszik, amely 2007 óta a Nemzeti sírkert részeként védett. A Nemzeti Emlékhely és Kegyeleti Bizottság 2009 tavaszára leromlott állapotú sírját felújíttatta.